# بيير بوبيان
بيير بوبيان هو طبيب وسياسي كندي، ولد في 13 أغسطس 1796 في بيه دو فيفر في كندا، وتوفي في 9 يناير 1881 في كيبك في كندا.